# 羽合町
羽合町（はわいちょう）は、鳥取県の中央付近にかつて存在していた町である。東伯郡に属した。

## 概要
2004年（平成16年）10月1日に、同郡の泊村、東郷町と合併して湯梨浜町となった。東郷湖畔の羽合温泉が有名。人口は8,011人、面積は12.23km2（2003年）。ハワイ州ハワイ郡（アメリカ合衆国）と、町名が同じ「はわい」であることから1996年に姉妹都市提携。羽合町内にはヤシの木の並木がある。

## 地理

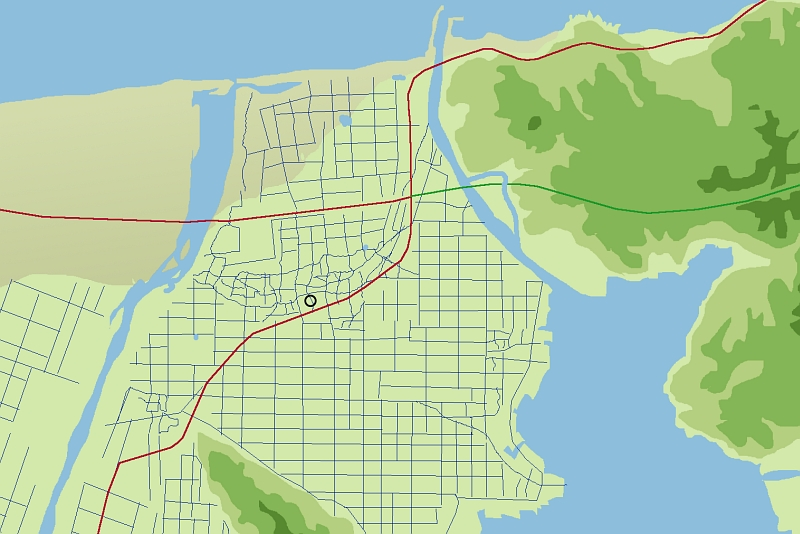
羽合平野には条里制の区画割りがはっきり残る。中央部の条里制が崩れている場所が天神川の旧河道で、羽合町の中心市街地。（○印が町役場）

町域のほとんどは羽合平野と呼ばれる平野部にあり、条里制に基づく整然とした区画割りの農地が広がっている。中心市街がある場所は、かつての天神川の河道にあたり、江戸時代に河道改修で埋め立てられた場所のため、その地域だけが区画割が整然としていない。
町の東には東郷池があり、池の対岸が旧東郷町である。北は日本海だが、海沿いに羽合砂丘（北条砂丘の一部）が広がっている。
西端は天神川を挟んで旧北条町（現在は北栄町の一部）である。南西側は倉吉市である。海岸部では東の旧泊村と接している。

## 歴史
羽合という地名の由来は少なくとも鎌倉時代にまでさかのぼる。正嘉2年（1258年）に作られた東郷庄絵図には伯井田の地名が確認され、この地名が訛って変化し、羽合になったとみられる。天正8年（1580年）ごろの「吉川元春書状」には「羽合田」の地名がみえることから、少なくともこの頃には羽合の地名が成立していたようである。

### 沿革
- 1953年（昭和28年）4月1日 - 長瀬村・浅津村・橋津村・宇野村が合併して羽合町が発足。
- 2004年（平成16年）10月1日 - 泊村・東郷町と合併して湯梨浜町が発足[1]。同日羽合町廃止。

## 姉妹都市・提携都市

### 海外
- ハワイ州（アメリカ合衆国）
  - 1996年11月17日姉妹都市提携

## 地域

### 教育
いずれも現在は湯梨浜町立。

#### 小学校
- 羽合町立羽合東小学校
- 羽合町立羽合西小学校
  - 上記2校は湯梨浜町合併後の2006年4月に統合され、羽合小学校となっている。

#### 中学校
- 羽合町泊村中学校組合立北溟中学校

## 交通

### 鉄道路線
鉄道路線はない。最寄り駅は西日本旅客鉄道（JR西日本）倉吉駅となる。また、東郷池の対岸には松崎駅が存在する。以前は松崎駅前までポンポン船と呼ばれる船が運航されていた。

### 道路
高速道路
町内にあるインターチェンジ
山陰自動車道（青谷羽合道路）：はわいインターチェンジ
一般国道
町内を走る一般国道
国道9号
国道179号
都道府県道
町内を走る県道
鳥取県道185号東郷湖線
鳥取県道199号上浅津田後線
鳥取県道200号長和田羽合線
鳥取県道234号東郷羽合線
鳥取県道248号長江羽合線
鳥取県道320号羽合東伯線
鳥取県道501号倉吉東郷自転車道線
鳥取県道503号赤碕東郷自転車道線